# Veste-amarela
O veste-amarela ou pássaro-preto-de-veste-amarela (Xanthopsar flavus) é uma ave da família Icteridae, ordem Passeriformes. Ocorre naturalmente no Uruguai, nordeste da Argentina, sudeste do Paraguai e sul do Brasil. Neste último restrínge-se à Santa Catarina e Rio Grande do Sul. É uma ave que ocorre nos pampas.
A espécie que está ameaçada de extinção, incluída na categoria vulnerável.